# بينغت أولسون
بينغت أولسون (بالسويدية: Bengt Ohlsson)‏ هو كاتب مسرحي وكاتب سويدي، ولد في 6 سبتمبر 1963 في إوسترسوند في السويد.